# Chingón
Chingón est un groupe de rock américain, originaire d'Austin, au Texas. Il est mené par le réalisateur Robert Rodriguez.

## Biographie
Le groupe est formé à Austin, au Texas, par le compositeur Robert Rodriguez. Chingón vient d'une expression d'argot mexicain chingón. Leur premier et seul album en date, Mexican Spaghetti Western, est publié en 2004. En 2005, le groupe apparait dans un épisode de Une famille du tonnerre.
Le groupe réalise plusieurs morceaux pour les films de Rodriguez : Machete sorti en 2011, et Machete Kills (2013). En 2013, Mexican Spaghetti Western est réédité en numérique et comprend quatre morceaux bonus issus de Machete. Il marque un nouveau commencement dans l'esthétique DIY de Rodriguez. Il est l'album qui inaugure son entrée au sein de Rocket Racing Rebels Publishing LP, futur refuge des morceaux et bandes son de Chingón. 
En décembre 2015, le groupe apparait dans l'émission Lucha Underground diffusée sur El Rey, chaîne créée par Rodriguez. En 2017, le groupe de heavy metal américain Avenged Sevenfold reprend la chanson Malagueña Salerosa de Mexican Spaghetti Western.

## Membres
- Robert Rodriguez - guitare
- Alex Ruiz - chant
- Mark del Castillo - guitare, chant
- Rick del Castillo - guitare, chant
- Albert Besteiro - basse
- Carmelo Torres - percussions
- Mike Zeoli - batterie

Quand le groupe ne joue pas avec Robert Rodriguez, il joue avec Del Castillo.

## Discographie

### Album studio
- 2004 : Mexican Spaghetti Western

### Bandes son
- 2003 :  Il était une fois au Mexique... Desperado 2 de Robert Rodriguez
- 2004 : Mexico and Mariachis
- 2004 : Kill Bill (volume 2) de Quentin Tarantino
- 2007 :  Planète Terreur de Robert Rodriguez
- 2008 : Hell Ride de Larry Bishop
- 2010 : Machete de Robert Rodriguez et Ethan Maniquis
- 2014 : Les Pingouins de Madagascar d'Eric Darnell et Simon J. Smith (chanson Fideo Del Oeste)
- 2014 : Une nuit en enfer (série TV) - saison 1, épisode 6 (chanson Malagueña Salerosa) (le groupe apparait physiquement dans le 10e épisode de la saison 2)